# Mădrigești, Arad
Mădrigești este un sat în comuna Brazii din județul Arad, Crișana, România.

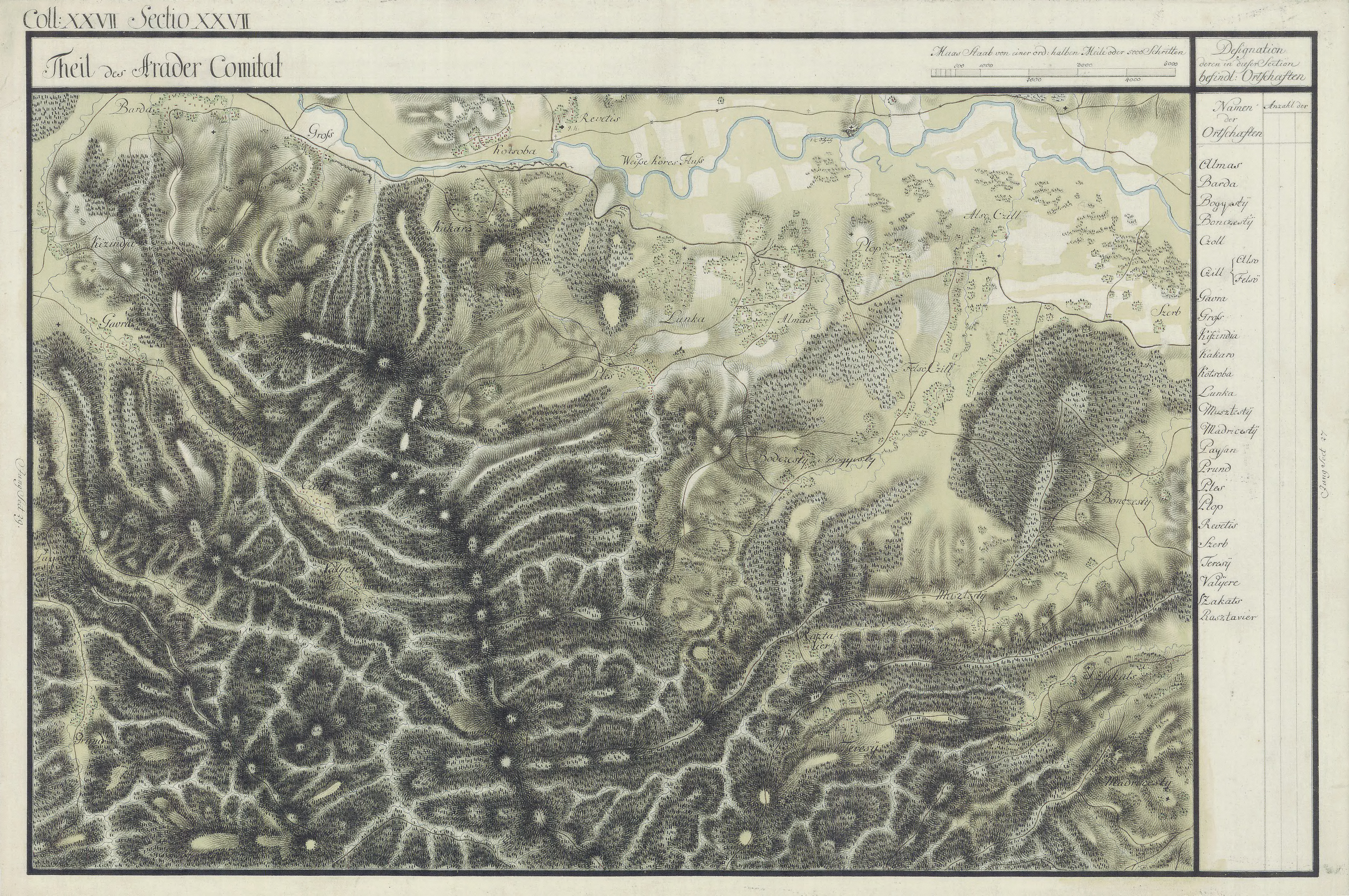
Mădrigești în Harta Iosefină a Comitatului Arad, 1782-85

## Monumente istorice
- Biserica de lemn „Sfântul Mare Mucenic Gheorghe”